# William Mueller
William Theodore Mueller (* 10. September 1980 in Coffeyville, Kansas, USA) ist ein amerikanischer Wrestler, der lange Zeit unter seinem Ringnamen Trevor Murdoch bei World Wrestling Entertainment angestellt war. Sein größter Erfolg dort war der dreifache Erhalt der World Tag Team Championship.

## Karriere

### Anfänge
Mueller begann 1997 mit dem Wrestling und trainierte in der in Missouri beheimateten Central States Wrestling Alliance, bei World League Wrestling und schließlich unter Wrestlinglegende Harley Race in dessen Trainingsakademie. Er sammelte erste Erfahrungen, auch als Tag Team Wrestler, in der WWE Aufbauliga Ohio Valley Wrestling und bei TNA. In der OVW traf er auch auf seinen späteren Tag-Team-Partner Lance Cade und bildete mit diesem dort bereits ein Team.

### TNA Wrestling
Von April bis November 2009 trat er kurze Zeit unter dem Namen „The Outlaw“ Jethro Holliday für TNA Wrestling an.

### WWE
2005 unterschrieb er schließlich einen festen Vertrag bei World Wrestling Entertainment. Am 22. August des Jahres wurde er zusammen mit Lance Cade als neues Tag Team mit Südstaaten Gimmick vorgestellt. Er selbst verwandte seitdem den Namen Trevor Murdoch, wobei der Nachname eine Hommage an die Südstaaten Wrestlinglegende Dick Murdoch ist. Die beiden gewannen gleich ihr Debütmatch gegen die damals amtierenden Tag Team Champions und erhielten daher ein Titelmatch. Am 18. September 2005 konnten sie den World Tag Team Champion Titel gewinnen und hielten diesen bis zum 1. November, als Kane und Big Show neue Champions wurden.
Darauf wurde das Team gesplittet und Mueller trat häufig bei Heat, der Nebenshow der WWE gegen Jobber an. Aber auch gegen Goldust und dessen Tag-Team-Partner Snitsky ließ man ihn fehden und so reformierte man 2006 auch das Team mit Cade.
Man involvierte die beiden nun auf Edges Seite in dessen Fehde mit der D-Generation X.
2007 folgte wieder eine Titelfehde, diesmal gegen die Hardy Boyz. Am 4. Juni des Jahres konnten sie den Tag Team Titel schließlich zum zweiten Mal erringen und ihn bis zum 5. September behalten, als sie ihn bei einer House-Show kurzfristig abgeben mussten, um ihn am 8. September bereits zurückzugewinnen. Am 10. Dezember verloren sie den Titel schließlich gegen Hardcore Holly und Cody Rhodes bei der „15th Anniversary of RAW“ Jubiläumsshow. In der Folgezeit wurde das Team getrennt und am 25. Juni 2008 wechselte Mueller schließlich zur Freitagssendung Smackdown, während Cade bei RAW verblieb. Bereits am 3. Juli 2008 wurde er jedoch von der WWE entlassen. Seitdem tritt er unter verschiedenen Namen in unabhängigen Ligen auf, bis zu dessen Tod auch wieder mit Lance Cade als Tag Team.

## Erfolge
- World Wrestling Entertainment
3× WWE World Tag Team Champion (mit Lance Cade)

- Total Nonstop Action Wrestling
1× TNA Dupp Cup Champion (mit Bo Dupp)

- World League Wrestling
3× WLW Heavyweight Champion
2× WLW Tag Team Champion (mit Bull Schmitt & Wade Chism)

- National Wrestling Alliance
1× NWA World Heavyweight Champion